# Dolina Jarząbcza

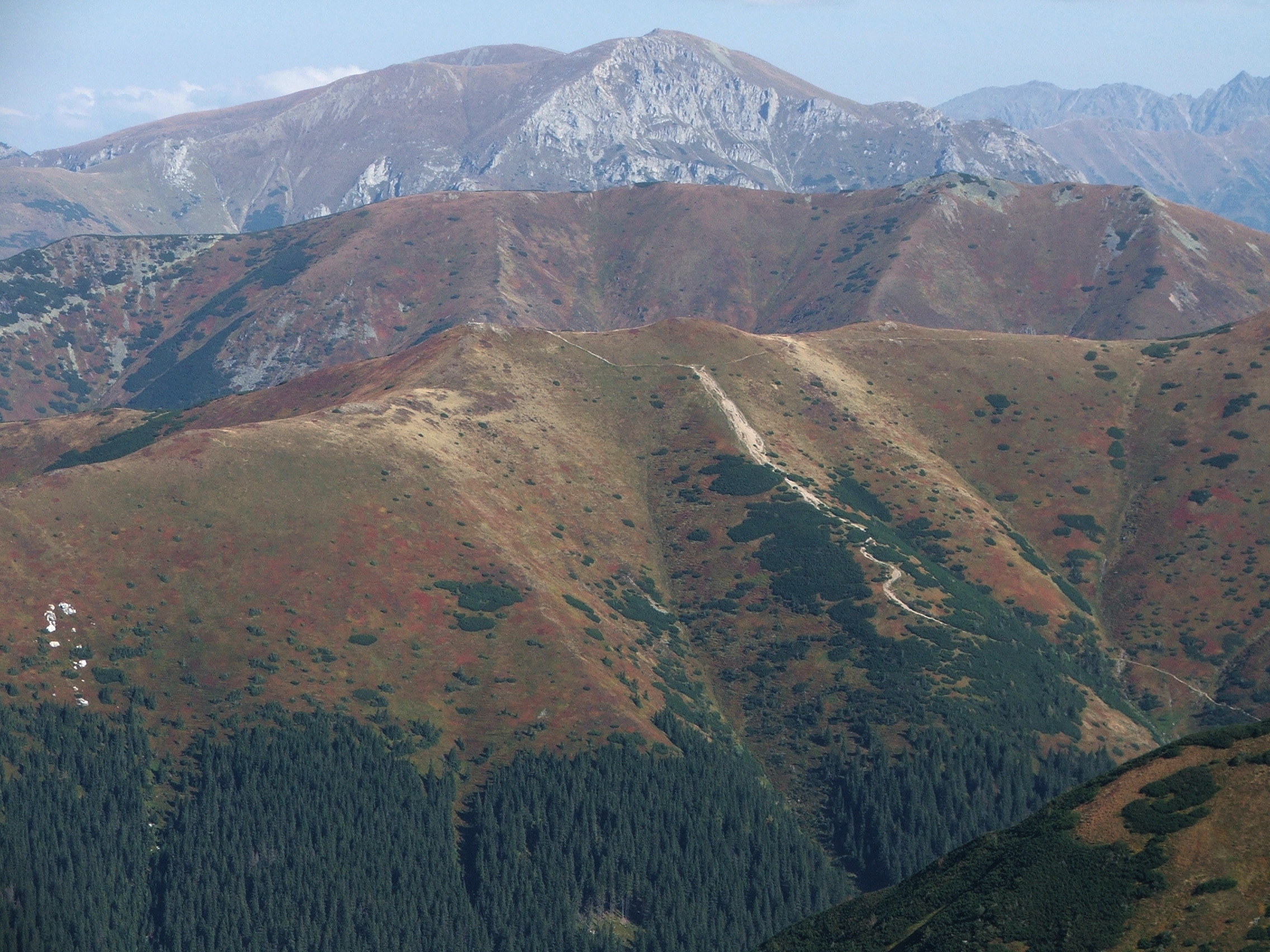
Widok z Długiego Upłazu. Ponad Trzydniowiańskim Wierchem Ornak i Ciemniak, w dole Dolina Jarząbcza

Dolina Jarząbcza – jedna z trzech odnóg w górnej części Doliny Chochołowskiej w Tatrach Zachodnich.
Wyrzeźbiona została przez lodowiec. Jej dnem płynie Jarząbczy Potok; po połączeniu się z Wyżnim Chochołowskim Potokiem tworzą Chochołowski Potok.

## Opis ogólny
Górna część doliny (Jarząbcza Rówień) to porastający kosówką kocioł polodowcowy. W jego otoczeniu znajdują się położone w grzbiecie głównym: Łopata, Niska Przełęcz, Jarząbczy Wierch, Jarząbcza Przełęcz i Kończysty Wierch. Od zachodu dolina ograniczona jest grzbietem Czerwonego Wierchu, oddzielającym ją od Doliny Chochołowskiej Wyżniej, od wschodu północną granią Kończystego Wierchu i północno-zachodniego grzbietu Trzydniowiańskiego Wierchu, oddzielającymi ją od Doliny Starorobociańskiej i Doliny Trzydniowiańskiej.

## Historia
Nazwa pochodzi od góralskiego rodu Jarząbków, do których należały okoliczne polany. Pierwotne nazewnictwo w Tatrach związane było z polanami (terenami wykorzystanymi gospodarczo przez człowieka). Nazwa Hala Jarząbcza związana była niegdyś z obecnymi polanami Wyżnia i Niżnia Jarząbcza Polana, położonymi w Dolinie Chochołowskiej, z czasem przeniosła się w górę, na inne obiekty, np. Jarząbcze Szałasiska i Jarząbcze Rówienki.
Na Polanie Jarząbczej został zastrzelony w 1897 r. przez austriackiego żandarma Jasiek Stękała, uważany za ostatniego zbójnika tatrzańskiego. Jako dezerter ukrywał się na polanie przez 3 lata.
23 czerwca 1983 r. Jan Paweł II odbył wycieczkę z Polany Chochołowskiej przez Dolinę Jarząbczą. W pobliżu Jarząbczych Szałasisk, w miejscu, do którego dotarł, znajduje się krzyż i pamiątkowa tablica.

## Szlaki turystyczne
przez Wyżnią Polanę Jarząbczą i Jarząbcze Szałasiska na Trzydniowiański Wierch. Czas przejścia: 2:25 h, ↓ 1:55 h
 szlak papieski (znakowany inaczej niż szlaki turystyczne) do Doliny Jarząbczej, biegnący razem ze szlakiem czerwonym przez Wyżnią Jarząbczą Polanę. Czas przejścia: 55 min, ↓ 45 min